# Butte

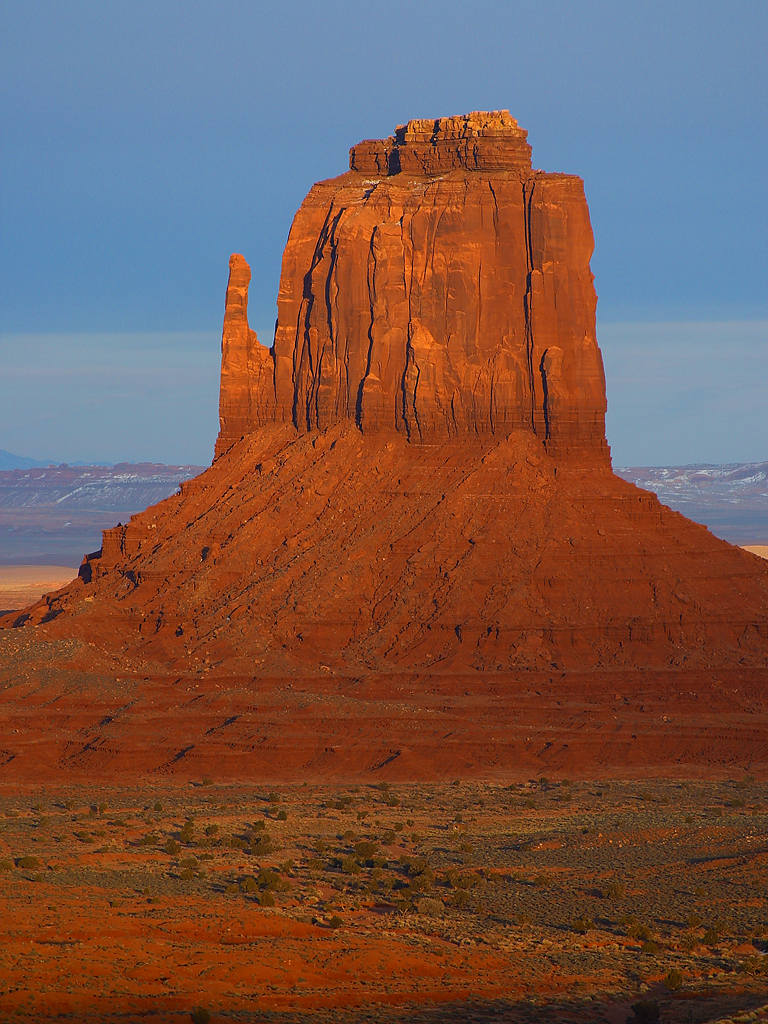
Butte en Monument Valley, Arizona.

Un butte es un término empleado en Estados Unidos y Canadá para designar una prominente colina aislada, de laderas bien pronunciadas y con una pequeña cima plana. Los buttes se encuentran por todo el oeste de Estados Unidos y en las islas de Hawái, sobre todo, cerca de Honolulu. En Europa solo se encuentran raramente.
Proveniente del francés, el término butte ha pasado a ser de uso común en la geología y a veces se emplea en español como «cuello volcánico», ya que ese es generalmente su origen, y otras, menos precisamente, como otero o páramo. Los buttes son similares a las mesas, pero más pequeños. 
Los buttes se forman por la erosión, cuando las capas de rocas más duras, comúnmente de origen volcánico, estuvieron cubiertas usualmente por capas superiores de rocas menos resistentes que ya han sido erosionadas. 
En los Estados Unidos hay varios condados y ciudades que llevan el nombre de butte, como Butte en Montana, Butte en Alaska y Butte, en Nebraska. Una butte llamado Chimney Rock aparece en la moneda estatal de Nebraska con una carreta al frente.
En el noreste de México, en el estado de Tamaulipas, se encuentra el cerro de Bernal o cerro del Bernal de Horcasitas, un impresionante cuello volcánico de 6 km de diámetro en la base y casi 1 100 m sobre nivel del mar, que puede ser visto a 60 km a la redonda.

## Galería

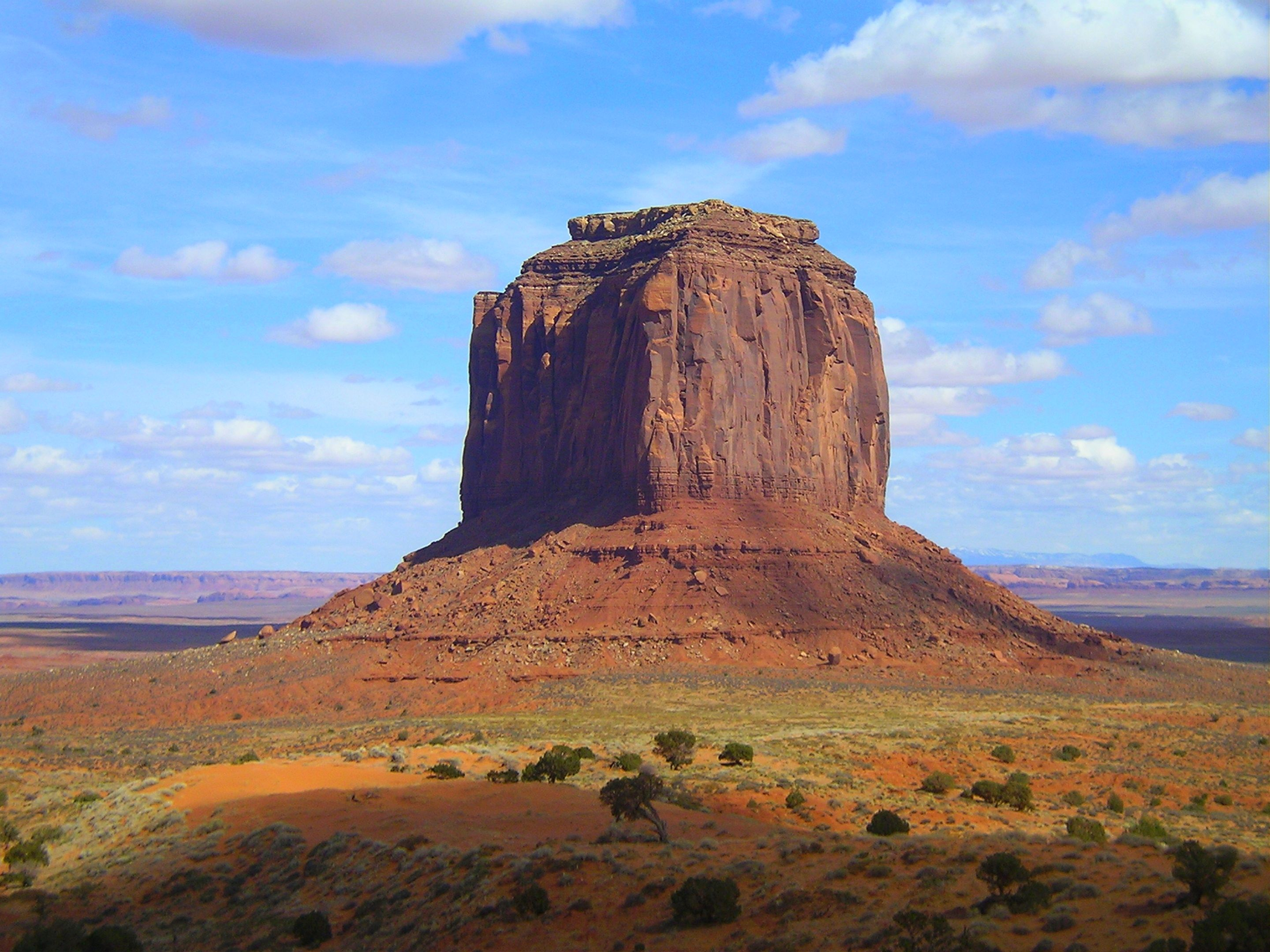
Butte de Merrick, en Monument Valley, Utah
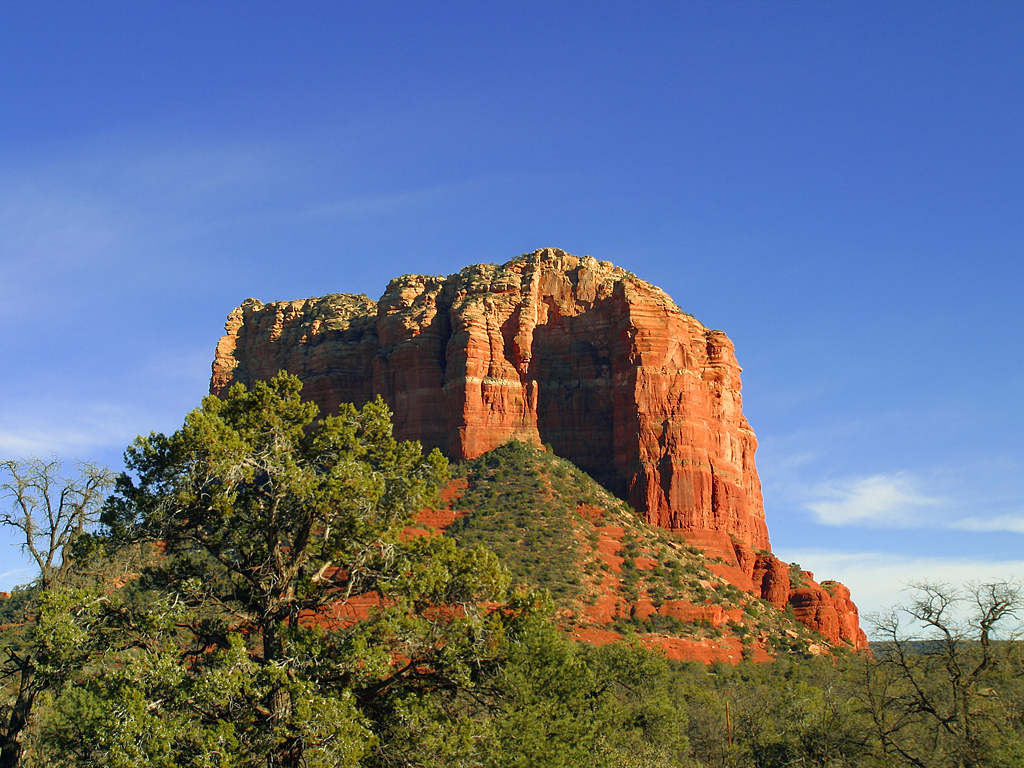
Butte cerca de Sedona, Arizona
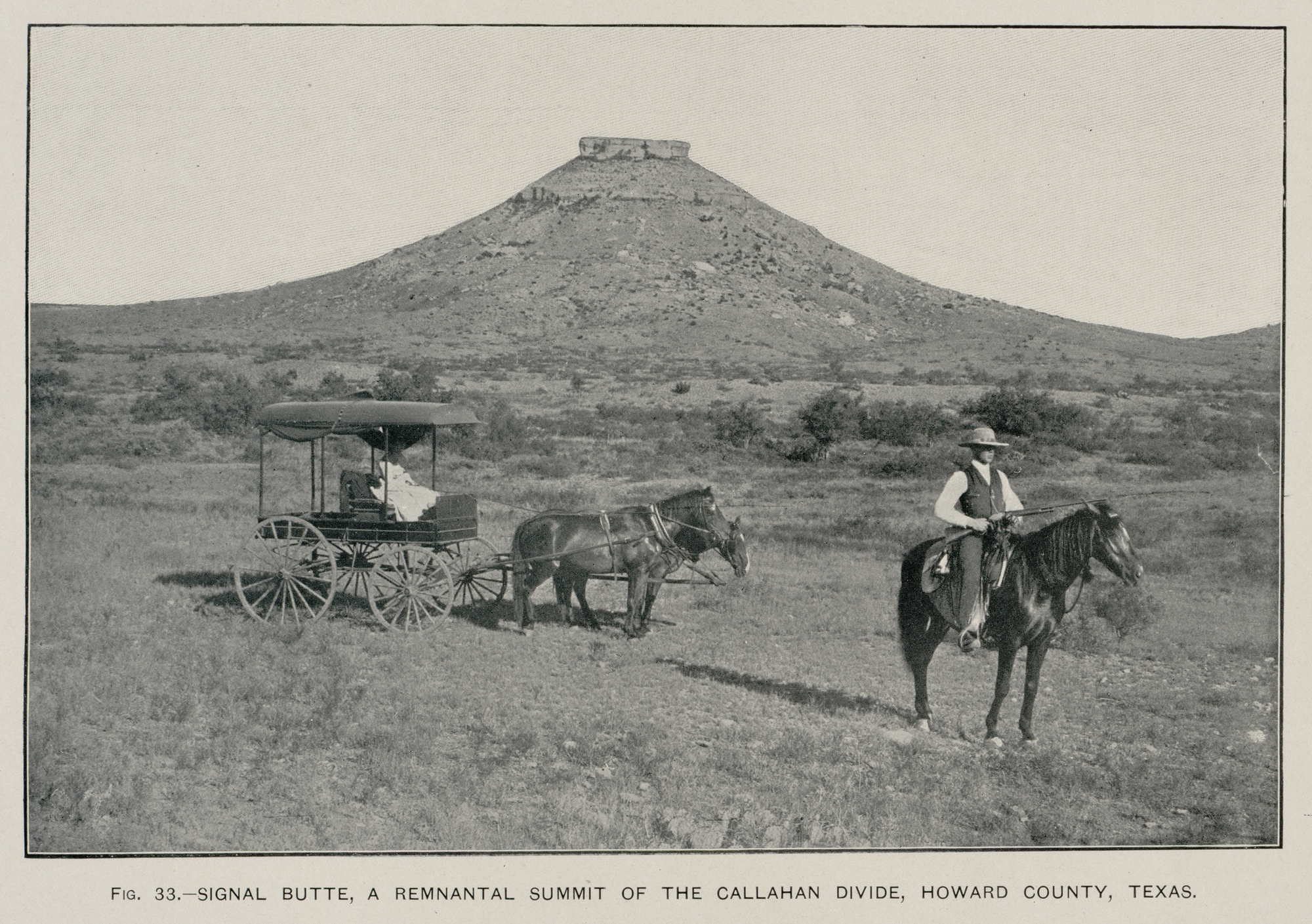
Signal Butte cerca de Big Spring, Texas